# المراية (فلم)
المراية هو فيلم مصري من إنتاج عام 1970، بطولة نجلاء فتحي ونور الشريف وزيزي مصطفى وإخراج أحمد ضياء الدين.

## قصة الفيلم
نجح كريم الموظف في تربية بناته، الأولى كريمة ذات الجمال الأخاذ، المحبة لذاتها. تحب شابًا لاهيًا يدعى كمال طمعًا في ثروته، ولكنها في نفس الوقت تموت حبًا في ابن عمتها الشاب المكافح المثابر، المهندس أحمد، بينما أختها هدى قد حددت من زمن طويل حياتها عندما اختارت ابن عمتها زوجًا لها حيث يبادلها حبًا بحب، يبدآن حياتهما من الصفر في رحلة كفاح لبناء هذا التجمع الأسري. تدفع الأم ابنتها كريمة نحو كمال بينما قلب كريمة مع أحمد، وأمام هذا التردد لا يجد أحمد مفرًا سوى الارتباط بزميلته صفاء في أحد معامل البترول، بينما يبتعد كمال عن كريمة ويتزوج إحدى الفتيات الثريات، تسقط كريمة فريسة ترددها، في أثناء ذلك تتعرف هدى اختها على مدرس لعة عربية بالمدرسة التي تعمل بها، الأستاذ يونس وتحاول أن تقدمه لها كعريس، الذي سرعان ما يكتشف أنها لا تصلح لأي شئ بالمرة، فهي لا تعرف الأعمال المنزلية، قدر اهتمامها بالملابس والزينة، لتقع مريضة، وفي محاولة التطبيب تبذل الأخت وزوجها والأب كافة الطرق لمحاولة شفاء كريمة، فيرسل حمدي خطابًا ليحضر أحمد كي تشفى كريمة عندما تراه، لكنها لم تكن تعرف بزواجه، فتذهب إليه في مكان عمله وتفاجأ بزواجه وأنه يحب زوجته، تحاول أن تفرق بينهما، لكنها تفشل لتعود إلى المنزل حانقة على حياتها التي أوصلتها إلى هذا المفترق، تكسر المرآة وترفض كلمات أمها. لتبدأ عهدًا جديدًا باستكمال دراستها.

## الممثلون
- نجلاء فتحي: (كريمة)
- نور الشريف: (أحمد)
- زيزي مصطفى: (هدى)
- عادل إمام: (حمدي)
- عبد المنعم مدبولي: (والد كريمة)
- سمير صبري: (كمال)
- حسن مصطفى: (مظهر كامل)
- إبراهيم سعفان: (حنفي)
- آمال رمزي: (صفاء)
- تغريد البشبيشي: (زكية)
- زوزو شكيب: (والدة كريمة)
- سهير أحمد: (الراقصة)
- جميل عز الدين
- إبراهيم نصر
- أحمد أبو عبية

### ضيوف الشرف
- عبد المنعم إبراهيم: (الأستاذ يونس)
- ميمي شكيب: (والدة ميرفت)
- ملك سكر: (ميرفت)

## فريق العمل
- إخراج: أحمد ضياء الدين
- تأليف: محي الدين عارف
- إنتاج: أفلام المصري (إبراهيم عزقلاني)
- توزيع: المؤسسة المصرية العامة للسينما
- مونتاج: أحمد إسماعيل، سيد بسيوني
- موسيقى: أحمد أبو زيد
- مدير التصوير: عادل عبد العظيم

## وصلات خارجية
- المراية على موقع IMDb (الإنجليزية)
- المراية على موقع الدهليز
- المراية على موقع قاعدة بيانات الأفلام العربية
- المراية على موقع قاعدة بيانات الفيلم (الإنجليزية)
- المراية على موقع ليتربوكسد (الإنجليزية)
- صفحة الفيلم على موقع السينما